# 莫克罗乌斯
莫克罗乌斯（羅馬化：Mokrous）是俄罗斯萨拉托夫州的市级镇，为该州费奥多罗夫卡区行政中心及规模最大聚居地。地处萨拉托夫州中东部，位于州府萨拉托夫东南方，西北侧有A298公路经过。镇内设有同名铁路车站。
该地2022年人口有5,756人；2010年人口6,731；2002年人口6,788；1989年人口6,559。